# Casa del Jazz All Stars - Omaggio a Fabrizio De André
Casa del Jazz All Stars - Omaggio a Fabrizio De André è un album musicale jazz che contiene la rielaborazione in chiave jazzistica di 10 brani dell'artista genovese Fabrizio De André, registrato alla Casa del Jazz di Roma il 30 aprile 2008.
L'album è stato pubblicato nello stesso anno e venduto come inserto del giornale italiano La Repubblica.

## Tracce
1. La canzone di Marinella  5:12
2. Don Raffaé  7:21
3. Inverno  4:14
4. Ho visto Nina volare (con la voce originale di Fabrizio De André)  4:26
5. Creuza de ma  6:17
6. Ballata dell'amore cieco o della vanità  4:02
7. Amore che vieni amore che vai  4:54
8. Via del campo  4:34
9. La collina  6:21
10. Il pescatore 4:44

## Musicisti
- Sax alto e soprano: Stefano Di Battista
- Tromba e flicorno: Fabrizio Bosso
- Pianoforte: Rita Marcotulli
- Contrabbasso: Giovanni Tommaso
- Batteria: Roberto Gatto